# Dmytro Chrystytj
Dmytro Chrystytj, ukrainska: Дмитро́ Хри́стич, född 23 juli 1969 i Kiev, Ukrainska SSR, Sovjetunionen, är en ukrainsk före detta professionell ishockeyspelare som spelade i NHL för Washington Capitals, Los Angeles Kings, Boston Bruins och Toronto Maple Leafs. 

## NHL
Dmytro Chrystytj valdes som 120:e spelare totalt i NHL-draften 1988 av Washington Capitals. Han debuterade i NHL säsongen 1990–91 med 13 mål och 14 assist på 40 matcher. Sin första hela säsong i ligan, 1991–92, gjorde Chrystytj 36 mål och 37 assist för totalt 73 poäng på 80 matcher, vilket skulle stå sig som hans bästa säsong poängmässigt. I Washington spelade han mestadels i en kedja med Michal Pivoňka och Peter Bondra.
8 juli 1995 byttes Chrystytj bort till Los Angeles Kings. Han spelade två säsonger i Los Angeles och fick spela i NHL All-Star Game 1997.
29 augusti 1997 bytte Los Angeles Kings bort Chrystytj till Boston Bruins där han hade två raka säsonger med 29 mål. 1998–99 gjorde han 71 poäng på 79 matcher och fick åter igen spela i NHL All-Star Game. Boston Bruins och Chrystytj var dock oense om hur hans kontrakt skulle se ut vilket ledde till att han skickades till Toronto Maple Leafs 20 oktober 1999. 
I Toronto hade Chrystytj svårt att upprepa framgångarna från tidigare säsonger, vilket slutligen ledde till att han 11 december 2000 byttes bort till Washington Capitals. Han spelade i Washington till och med säsongen 2001–02 innan han flyttade till Ryssland och Metallurg Magnitogorsk i ryska superligan.
Chrystytj spelade 811 matcher i NHL och gjorde 259 mål och 337 assist för totalt 596 poäng. I slutspelet gjorde han 15 mål och 25 assist för totalt 40 poäng på 75 matcher. 

## Internationellt
Dmytro Chrystytj vann guld med Sovjetunionen i JVM 1989 och i VM 1990. Han representerade Ukraina i världsmästerskapen 2001, 2002 och 2003, samt i OS 2002.

## Statistik

### Klubbkarriär
| 1985–86             | Sokil Kyiv             | Sovjet              | 4   | 0   | 0   | 0   | —    | 0   | —  | —  | —  | —  | —  | —  |
| 1986–87             | Sokil Kyiv             | Sovjet              | 20  | 3   | 0   | 3   | —    | 4   | —  | —  | —  | —  | —  | —  |
| 1987–88             | ShVSM Kyiv             | Sovjet II           | 4   | 4   | 0   | 4   | —    | 4   | —  | —  | —  | —  | —  | —  |
| 1987–88             | Sokil Kyiv             | Sovjet              | 37  | 9   | 1   | 10  | —    | 18  | —  | —  | —  | —  | —  | —  |
| 1988–89             | Sokil Kyiv             | Sovjet              | 42  | 17  | 10  | 27  | —    | 15  | —  | —  | —  | —  | —  | —  |
| 1989–90             | Sokil Kyiv             | Sovjet              | 47  | 14  | 22  | 36  | —    | 32  | —  | —  | —  | —  | —  | —  |
| 1990–91             | Sokil Kyiv             | Sovjet              | 28  | 10  | 12  | 22  | —    | 20  | —  | —  | —  | —  | —  | —  |
| 1990–91             | Baltimore Skipjacks    | AHL                 | 3   | 0   | 0   | 0   | —    | 0   | —  | —  | —  | —  | —  | —  |
| 1990–91             | Washington Capitals    | NHL                 | 40  | 13  | 14  | 27  | -1   | 21  | 11 | 1  | 3  | 4  | -2 | 6  |
| 1991–92             | Washington Capitals    | NHL                 | 80  | 36  | 37  | 73  | +24  | 35  | 7  | 3  | 2  | 5  | +2 | 15 |
| 1992–93             | Washington Capitals    | NHL                 | 64  | 31  | 35  | 66  | +29  | 28  | 6  | 2  | 5  | 7  | -2 | 2  |
| 1993–94             | Washington Capitals    | NHL                 | 83  | 29  | 29  | 58  | -2   | 73  | 11 | 2  | 3  | 5  | 0  | 10 |
| 1994–95             | Washington Capitals    | NHL                 | 48  | 12  | 14  | 26  | 0    | 41  | 7  | 1  | 4  | 5  | +4 | 0  |
| 1995–96             | Los Angeles Kings      | NHL                 | 76  | 27  | 37  | 64  | 0    | 44  | —  | —  | —  | —  | —  | —  |
| 1996–97             | Los Angeles Kings      | NHL                 | 75  | 19  | 37  | 56  | +8   | 38  | —  | —  | —  | —  | —  | —  |
| 1997–98             | Boston Bruins          | NHL                 | 82  | 29  | 37  | 66  | +25  | 42  | 6  | 2  | 2  | 4  | +1 | 2  |
| 1998–99             | Boston Bruins          | NHL                 | 79  | 29  | 42  | 71  | +11  | 48  | 12 | 3  | 4  | 7  | +1 | 6  |
| 1999–00             | Toronto Maple Leafs    | NHL                 | 53  | 12  | 18  | 30  | +8   | 24  | 12 | 1  | 2  | 3  | -3 | 0  |
| 2000–01             | Toronto Maple Leafs    | NHL                 | 27  | 3   | 6   | 9   | +8   | 8   | —  | —  | —  | —  | —  | —  |
| 2000–01             | Washington Capitals    | NHL                 | 43  | 10  | 19  | 29  | -8   | 8   | 3  | 0  | 0  | 0  | 0  | 0  |
| 2001–02             | Washington Capitals    | NHL                 | 61  | 9   | 12  | 21  | +2   | 12  | —  | —  | —  | —  | —  | —  |
| 2002–03             | Metallurg Magnitogorsk | RSL                 | 31  | 9   | 12  | 21  | —    | 20  | 3  | 0  | 0  | 0  | 0  | 4  |
| 2003–04             | Metallurg Magnitogorsk | RSL                 | 38  | 4   | 7   | 11  | —    | 20  | —  | —  | —  | —  | —  | —  |
| NHL totalt          | NHL totalt             | NHL totalt          | 811 | 259 | 337 | 596 | +104 | 422 | 75 | 15 | 25 | 40 | +1 | 41 |
| Sovjet + RSL totalt | Sovjet + RSL totalt    | Sovjet + RSL totalt | 247 | 66  | 64  | 130 | —    | 129 | 3  | 0  | 0  | 0  | —  | 4  |

### Internationellt
| År            | Lag           | Turnering     |    | Matcher | Mål | Assist | Poäng | Utv |
| ------------- | ------------- | ------------- | -- | ------- | --- | ------ | ----- | --- |
| 1989          | Sovjetunionen | JVM           | 7  | 6       | 2   | 8      | 2     |     |
| 1990          | Sovjetunionen | VM            | 7  | 2       | 3   | 5      | 4     |     |
| 2001          | Ukraina       | VM            | 6  | 2       | 1   | 3      | 2     |     |
| 2002          | Ukraina       | OS            | 2  | 2       | 0   | 2      | 0     |     |
| 2002          | Ukraina       | VM            | 6  | 0       | 3   | 3      | 6     |     |
| 2003          | Ukraina       | VM            | 6  | 0       | 1   | 1      | 28    |     |
| Senior totalt | Senior totalt | Senior totalt | 27 | 6       | 8   | 14     | 40    |     |